# Yarek Gąsiorowski
Yarek Gąsiorowski Hernandis (Polinyà de Xúquer, 12 januari 2005) is een Spaans-Pools voetballer die doorgaans speelt als centrale verdediger. In juli 2025 verruilde hij Valencia voor PSV.

## Clubcarrière
Gąsiorowski werd als zevenjarige opgenomen in de jeugdopleiding van Valencia. Hier tekende hij in augustus 2022 zijn eerste professionele contract. Dit liep tot en met het seizoen 2024/25, met een optie op twee jaar extra. Zijn debuut in het eerste elftal volgde de jaargang erop, op 7 oktober 2023. Op die dag werd in de Primera División door een doelpunt van Diego López en een tegentreffer van Dani Rodríguez met 1–1 gelijkgespeeld tegen RCD Mallorca. Gąsiorowski moest van coach Rubén Baraja op de reservebank beginnen en hij mocht in de blessuretijd van de tweede helft invallen voor Thierry Correia. Nadat hij tot twintig wedstrijden in het eerste elftal was gekomen werd de optie in zijn contract automatisch gelicht, waardoor hij tot medio 2027 kwam vast te liggen.
In juli 2025 maakte Gąsiorowski de overstap naar PSV, waar hij zijn handtekening zette onder een verbintenis voor de duur van vijf seizoenen. In Eindhoven werd hij gezien als opvolger van de naar Brighton & Hove Albion vertrokken Olivier Boscagli. Voor de overgang betaalde de regerend landskampioen circa tien miljoen euro. Bij zijn debuut won PSV de Johan Cruijff Schaal door met 2–1 te winnen van Go Ahead Eagles. Zijn eerste doelpunt voor de Eindhovenaren maakte Gąsiorowski in de eerste speelronde van de Eredivisie op 9 augustus, hij maakte uit een hoekschop van Joey Veerman de laatste goal in een met 6–1 gewonnen wedstrijd tegen Sparta Rotterdam.

## Clubstatistieken
| Seizoen | Club     | Competitie       | Competitie | Competitie | Beker | Beker | Internationaal | Internationaal | Totaal | Totaal |
| Seizoen | Club     | Competitie       | Wed.       | Dlp.       | Wed.  | Dlp.  | Wed.           | Dlp.           | Wed.   | Dlp.   |
| ------- | -------- | ---------------- | ---------- | ---------- | ----- | ----- | -------------- | -------------- | ------ | ------ |
| 2023/24 | Valencia | Primera División | 14         | 0          | 2     | 0     | —              | —              | 16     | 0      |
| 2024/25 | Valencia | Primera División | 15         | 0          | 4     | 0     | —              | —              | 19     | 0      |
| 2025/26 | PSV      | Eredivisie       | 1          | 1          | 1     | 0     | 0              | 0              | 2      | 1      |
| Totaal  | Totaal   | Totaal           | 30         | 1          | 7     | 0     | 0              | 0              | 37     | 1      |

Bijgewerkt op 12 augustus 2025.

## Erelijst
| Competitie           |        |       |     |     |
| Competitie           | Aantal | Jaren |     |     |
| PSV                  | PSV    | PSV   | PSV | PSV |
| -------------------- | ------ | ----- | --- | --- |
| Johan Cruijff Schaal | 1      | 2025  |     |     |
| Spanje –19           |        |       |     |     |
| EK –19               | 1      | 2024  |     |     |